# Amphibiocapillaria texensis
Espèce
Amphibiocapillaria texensis est une espèce de nématodes de la famille des Capillariidae.

## Hôtes
Amphibiocapillaria texensis parasite l'intestin de l'urodèle Typhlomolge rathbuni. Des larves appartenant probablement à A. texensis ont été retrouvées chez l'urodèle Eurycea nana.

## Répartition
Amphibiocapillaria texensis est connu du centre du Texas, aux États-Unis.

## Taxinomie
L'espèce est décrite en 2000 par le parasitologiste tchèque František Moravec et l'américain David G. Huffman.